# Pannecul
Le Pannecul ou ruisseau de la Fontaine Noire est un ruisseau français du département de la Côte-d'Or dans la région Bourgogne-Franche-Comté et un affluent droit de la Bèze, donc un sous-affluent du Rhône par la Saône.

## Géographie
De 6 km de longueur, le ruisseau, qui prend sa source au lieu-dit du Petit Hector, dans la forêt domaniale de Mirebeau-sur-Bèze mesure 6 km et se situe sur le bassin Rhône-Méditerranée, plus précisément sur le bassin versant Bèze-Albane (d'une superficie de 250 km2, pour une longueur de 95 km dont 30 km). Il appartient aux quatre masses d’eau de surface qui sont présentes sur le bassin versant de la Bèze.

### Communes et cantons traversés
Le Pannecul ou le ruisseau de la Fontaine Noire traverse trois communes suivantes, dans un seul canton, de l' amont vers l'aval, de Viévigne (source), Bèze, Noiron-sur-Bèze (confluence).
Soit en termes de cantons, le Pannecul prend source et conflue dans le même canton de Saint-Apollinaire, dans l'arrondissement de Dijon et dans l'intercommunalité communauté de communes Mirebellois et Fontenois.

### Géologie et hydrologie
La géologie du plan d'eau du Pannecul est constituée de formations calcaires de l’ère secondaire. « Le centre-ouest du bassin (de Noiron-sur-Bèze jusqu’à la source de l’Albane), est constitué de formations secondaires du Crétacé et de formations tertiaires anté-Pliocène. Cette série du Crétacé est bien complète forme un monoclinal à léger plongement Sud-ouest où la craie cénomano-turonienne forme une côte au-dessus des argiles de l’Albien. Elle donne des collines arrondies typiques. » « L’amont du bassin de la Bèze est alimenté par un important réseau karstique issu en partie des pertes de la Tille et de la Venelle. Une partie des eaux de pluie vient alimenter ces nappes. La source de la Bèze est l’exutoire de cet important réseau ».
débit :
Une station de mesure de la qualité des eaux de surface existe le long de son cours, à sa source, en aval du pont SNCF.

## Affluent
Le Pannecul n'a pas d'affluent référencé au SANDRE. 

### Rang de Strahler
Donc le rang de Strahler du Pannecul est de un.

### Affluent de la Bèze
Il est l'un des principaux affluents de la Bèze, et le second à s'y jeter, avec : l’Albane (17 km) et le Chiron (8 km). Plusieurs études ont montré que le bassin versant topographique situé sur la commune de Bèze, qui est seulement de 32,6 km2, serait au centre d'un réseau hydrologique plus vaste, entre 225 et 890 km2, vraisemblablement de 400 km2,.

## Hydrologie
Son régime hydrologique est dit pluvio-nival.

## Aménagement et écologie

### Aménagement du cours
La plupart des zones humides de fond de vallées ont été drainées et de nombreux fossés d’assainissement et de drainage agricoles ont considérablement redessiner le réseau hydrographique du bassin versant. Toutefois la Bèze est le cours d'eau le moins affecté par les travaux de redressement de son lit, au contraire de ses affluents, et notamment le Pannecul dont le cours a été aménagé considérablement, à des fins agricoles. Certaines parties du cours d'eau présentent une « véritable chenalisation ».